# El-Gigante-Monolith
Der El-Gigante-Monolith auch Gigantischer Monolith genannt, ist ein Monolith (genauer Stele) der Tiwanaku-Kultur. Von dieser Stele ist lediglich der gigantische Kopf aus grauem Andesit bekannt. Der Körper gilt bis heute als verschollen. Der gigantische, mit bedeutsamer Ikonografie verzierte Kopf befindet sich heute im Museo Lítico de Tiwanaku, in dem sich auch der Bennett-Monolith befindet. Er wurde am Osthang von Akapana entdeckt. Wahrscheinlich gehört er dem Monolithengenre der „Monolithen mit ausgestreckten Armen“ an.

## Geschichte

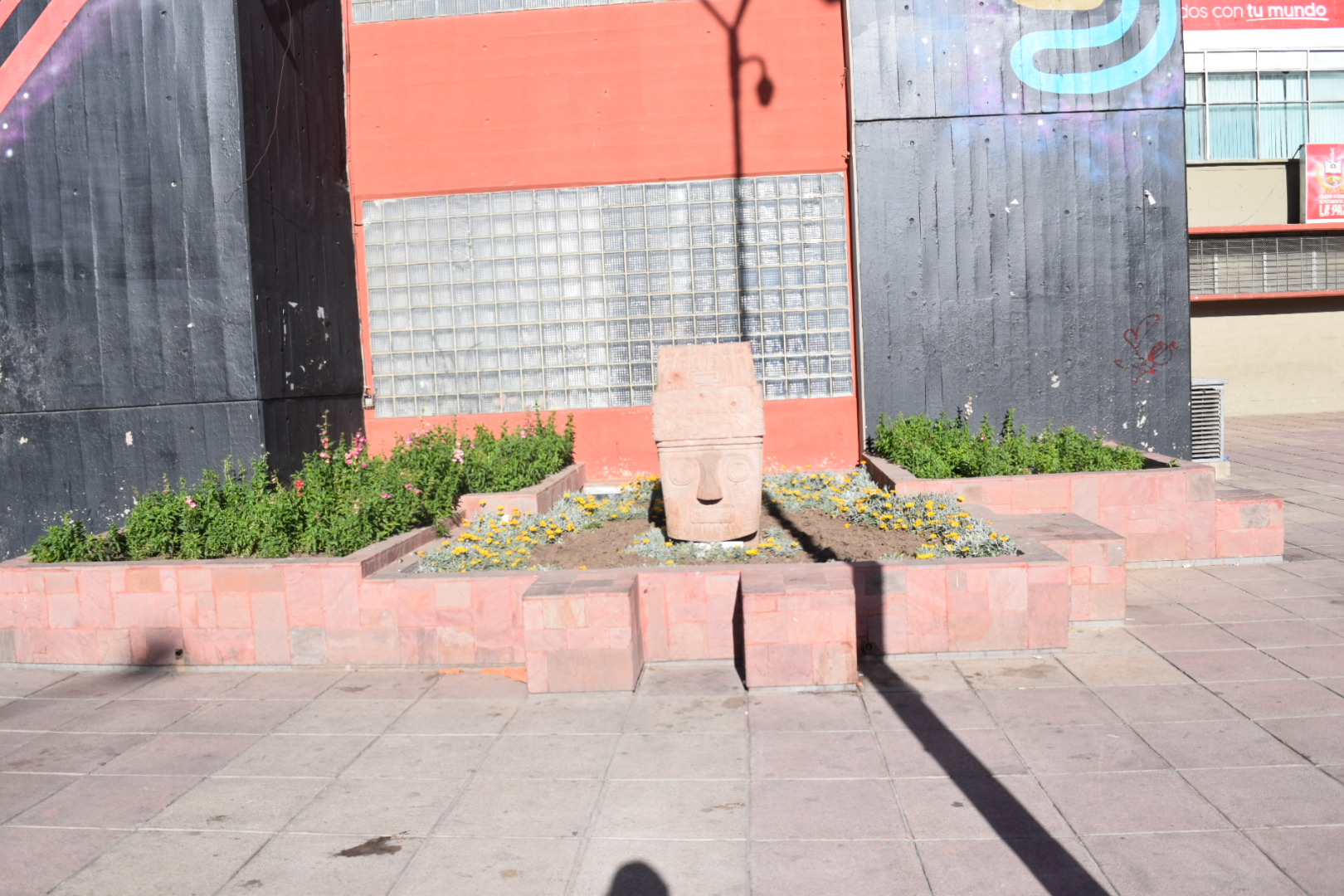
Replik des Gigantenkopfes am Plaza Tejada Sorzano in La Paz, Bolivien

Als Alcide Dessalines d’Orbigny Tiwanaku im Jahr 1833 besuchte, befand sich der gigantische Kopf östlich von Akapana. 1842 wurde vom Präsidenten José Ballivián der Versuch unternommen, ihn nach La Paz zu überführen. Der Transport wurde 10 Kilometer von Tiwanaku entfernt bei Llocolloco (Collocollo) gestoppt, wo der Kopf Jahrzehnte lang liegen blieb und ihn zahlreiche Forscher untersuchten. Danach wurde er (wie der Bennett-Monolith) bis nach La Paz transportiert und aufgestellt. Der Kopf wurde unter anderem von Alcide Dessalines d’Orbigny, Johann Jakob von Tschudi, Ephraim George Squier  und Charles Wiener gezeichnet. Ein Bericht des Chronisten Pedro Cieza de León legt nahe, dass sich im 16. Jahrhundert zwei riesige Stelen östlich von Akapana befanden, die heute allerdings verschollen bzw. zerstört sind. Der gigantische Kopf könne nach Max Uhle und Alfons Stübel möglicherweise ein Überbleibsel einer dieser Stelen sein.

## Beschreibung
Der Kopf soll 1,20 m hoch, 0,70 m breit und 0,70 m tief sein.
Nach dem bolivianischen Archäologen Carlos Ponce Sanginés war der Gigantische Monolith möglicherweise die größte Stele in Tiwanaku. Der Monolith wurde wie andere Steinskulpturen, wie beispielsweise die Tore von Pumapunku, rituell zerstört. Die rituelle Zerstörung fand höchstwahrscheinlich nicht durch die Inka statt, da Tiwanaku für sie heilig war. Wie die El-Gigante-Stele wurde auch der Putuni-Monolith rituell enthauptet.

## Körper
Der Körper gilt bis heute als verschollen. In Die Ruinenstätte von Tiahuanaco im Hochlande des alten Perú beschreiben Stübel und Uhle, wo sich der Körper befinden soll:

„Die Wasseransammlung [eingezeichnet in der Stübel-Uhleschen Karte „Plan der Ruinenstätte von Ak-kapana und Umgebung“ (Tafel 2)], weiter westlich nach dem Berg [Stübel-Uhlesche Bezeichnung für Akapana] zu, soll nach Aussage einer alten Indianerin die Stelle bezeichnen, wo der Rumpf zu dem gigantischen Kopfe (Taf. 35), welchen Alcide d'Orbigny östlich vom Berge fand, begraben liegt.“

## Trivia
Der Kopf ist auf der 200-Bolivianos-Reihe 1986 (2001) zu sehen.